# Tragia imerinica
Tragia imerinica är en törelväxtart som beskrevs av David Prain. Tragia imerinica ingår i släktet Tragia och familjen törelväxter. Inga underarter finns listade i Catalogue of Life.